# Progress MS-10
Progress MS-10 (ryska: Прогресс МС-10) eller som NASA kallar den, Progress 71 eller 71P, är en rysk obemannad rymdfarkost som levererade förnödenheter, syre, vatten och bränsle till Internationella rymdstationen (ISS). Den sköts upp med en Sojuz-FG-raket, den 16 november 2018, 18:14 UTC, från Kosmodromen i Bajkonur.
Den dockade med rymdstationen den 18 november 2018.
Farkosten lämnade rymdstationen den 4 juni 2019. Och brann som planerat upp i jordens atmosfär, några timmar senare.

### Fotnoter
1. ↑  ”NASA Space Science Data Coordinated Archive” (på engelska). NASA. https://nssdc.gsfc.nasa.gov/nmc/spacecraft/display.action?id=2018-091A. Läst 1 mars 2020.
2. ↑  ”ProgressMS10:” (på engelska) (Twitter). Roscosmos. 16 november 2018. https://twitter.com/Roscosmos/status/1063443124243058688. Läst 16 november 2018.